# Festival Pantalla de Cristal
El Festival de Cine Pantalla de Cristal es un festival de cine internacional que tiene lugar cada año en la Ciudad de México en el mes de septiembre. Más de doscientas producciones mexicanas se presentan durante los siete días del evento.

## Historia
El Festival fue establecido en 1999 por José Antonio Fernández, fundador de la revista de cine mexicano Pantalla. En su edición más reciente fueron incluidas ocho categorías de premios: para largometrajes, documentales, cortometrajes, videoclips, comerciales, informes periodísticos, vídeos corporativos, series de televisión y miniseries.